# Condado de Harford
O Condado de Harford é um dos 23 condados do Estado americano de Maryland. A sede do condado é Bel Air, e sua maior cidade é Aberdeen. O condado possui uma área de 1 364 km² (dos quais 224 km² estão cobertos por água), uma população de 218 590 habitantes, e uma densidade populacional de 192 hab/km² (segundo o censo nacional de 2000). O condado foi fundado em 1773.